# De Tuinspiegel, reeks van oorspronkelijke novellen
De Tuinspiegel, reeks van oorspronkelijke novellen verscheen onder redactie van Antoon Coolen, Albert Helman en Johannes Tielrooy tussen 1941 en 1948 bij uitgeverij De Amsterdamsche Boek & Courant Mij (ABC) in Amsterdam, in zeventien deeltjes. De onderstaande volgorde en datering van de eerste drukken is die van  Brinkman's Cumulatieve Catalogus, die in enkele gevallen afwijkt van het in de boekjes gedrukte verschijningsjaar. 
- Rein Blijstra – Gericht tot zelfbehoud - 1941
- Willem de Geus – ’t Verloren schip – 1941
- Floris Kapteyn - 	Gongyla - 1941
- M. Revis - 	Kringloop. De geschiedenis van een schip - 1942
- Piet Bakker - 	Pepe - 1942
- Max Dendermonde - 	Bruin, rood en groen - 1942
- Erik Uyldert - 	Sabamo - 1942
- J. Hell – Spel van den Herfst – 1942
- Herman Korteling - 	De Grootburgers - 1947
- Bertus Meijere - 	Verzoeking - 1947
- J. Winkler – Café in Antwerpen – 1947
- Rein Blijstra - 	Diagnose - 1947
- Jaap Hoogstra - 	Uitreis - 1948
- M. Kapteyn – Toeval - 1948
- Erik Uyldert - 	Tussen drie bomen - 1948
- M. Revis - 	Valse meesters - 1948
- J. van Lingen - 	Yussuf - 1948